# Borislaw Assenow
Borislaw Assenow (bulgarisch: Борислав Асенов; * 16. Juni 1959 in Karapelit, Bulgarien) ist ein ehemaliger bulgarischer Radrennfahrer.

## Sportliche Laufbahn
Assenow war Teilnehmer der Olympischen Sommerspiele 1980 in Moskau. Dort startete er beim Sieg von Sergej Suchorutschenkow im olympischen Straßenrennen, schied jedoch vorzeitig aus. Im Mannschaftszeitfahren belegte er den 6. Platz. 1979 und 1981 fuhr er die Internationale Friedensfahrt, 1979 wurde er 76. des Endklassements, 1981 schied er vorzeitig aus.